# Sofia Coppola
Sofia Carmina Coppola (Nova Iorque, 14 de maio de 1971) é uma cineasta, roteirista, produtora e atriz ítalo-americana. Em 2003, recebeu o Oscar de Melhor Roteiro Original pelo filme Lost in Translation, e se tornou a terceira mulher a ser indicada para um Oscar de Melhor Diretor. Em 2010, com o drama Somewhere, ela se tornou a quarta cineasta dos Estados Unidos (dentre eles a primeira mulher) a ganhar o Leão de Ouro, o maior prêmio no Festival de Cinema de Veneza. É filha do também cineasta, produtor e roteirista Francis Ford Coppola.

## Biografia e carreira
Sofia Coppola nasceu na  Cidade de Nova Iorque, Nova Iorque, a filha mais nova (e única menina) da cenografista/artista Eleanor Coppola (nome de solteira Neil) e do cineasta Francis Ford Coppola. Descende de italianos por parte de seu pai. Aos quinze anos, estagiou na Chanel. Sofia se graduou em 1989 no St. Helena High School, e então ingressou no Mills College e no California Institute of the Arts. Depois de deixar a faculdade, Coppola iniciou uma linha de vestuário chamada MilkFed, que hoje é comercializada exclusivamente no Japão.
As suas performances como atriz não obtiveram destaque, e Sofia Coppola eventualmente abandonou a atuação para se dedicar exclusivamente à realização.

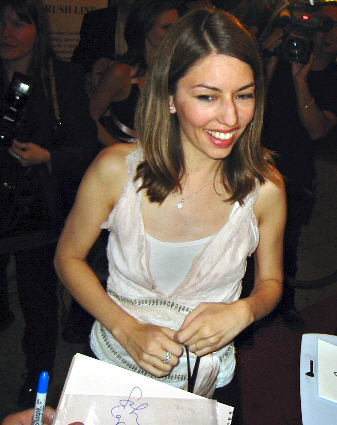
Sofia em 2003

O primeiro Curta-metragem de Sofia Coppola foi Lick the Star (1998). O curta foi veiculado diversas vezes no Independent Film Channel. Ela estreou seu primeiro Longa-metragem com As Virgens Suicidas (1999). O filme recebeu aclamação da crítica em sua premiere na América do Norte, no Sundance Film Festival de 2000 e foi lançado nos cinemas mais tarde no mesmo ano.
Como diretora, tem como influências artísticas o cinema de Federico Fellini e de Michelangelo Antonioni; no filme Lost in Translation, presta homenagem ao primeiro, quando os protagonistas assistem ao filme La Dolce Vita.
Seu segundo longa-metragem foi Lost in Translation (2003). Coppola ganhou o Oscar por seu roteiro original e três Globos de Ouro, incluindo Melhor Filme Musical ou Comédia. Após Lina Wertmüller e Jane Campion, Coppola se tornou a terceira diretora mulher a ser indicada a um Oscar de Melhor Diretor. Foi a segunda mulher a ganhar o prêmio de Melhor Roteiro Original, precedida por Campion em 1994 (Wertmüller também foi indicada ao prêmio). Em 2004, Coppola foi convidada para ingressar a Academy of Motion Picture Arts and Sciences.
Seu terceiro filme longa-metragem foi a cinebiografia Marie Antoinette, adaptado da biografia pela historiadora britânica  Antonia Fraser. Kirsten Dunst interpretou a protagonista que dá nome ao filme, que se casa com o Rei Luís XVI, interpretado por Jason Schwartzman, primo de Coppola. O filme estreou no Festival de Cannes de 2006  onde, apesar de algumas vaias na audiência, o filme recebeu uma ovação de pé. A recepção da crítica foi dividida.
Seu quarto filme foi Somewhere (2010). Foi filmado no Chateau Marmont. A trama envolve um ator "bad boy" retratado por Stephen Dorff, que é forçado a reavaliar sua vida quando sua filha, interpretada por Elle Fanning, o visita inesperadamente. Em novembro de 2010, Coppola foi entrevistada por Joel Coen, que professou sua admiração pelo trabalho dela, na apresentação do filme Somewhere na Director's Guild of America em Nova Iorque.
O filme seguinte de Coppola, The Bling Ring (2013), se baseou em eventos reais sobre um grupo de adolescentes da California que invadiram as casas de diversas celebridades entre 2008 e 2009, furtando em torno de três milhões de dólares em dinheiro e bens. Emma Watson, Taissa Farmiga, Leslie Mann, Israel Broussard, Katie Chang, e Claire Julien estrelaram no filme. O filme abriu a seção Un Certain Regard do Festival de Cannes 2013.
Em meados de dezembro de 2013, o estúdio de cinema American Zoetrope informou que obteve os direitos de adaptação do livro Fairyland: A Memoir of My Father e que Coppola realizará o filme com Andrew Durham. Coppola também produzirá o filme, com seu irmão Roman.
Em março de 2014, foi noticiado que Coppola estava em negociações para dirigir uma adaptação com atores reais de A Pequena Sereia, de um roteiro de Caroline Thompson. Entretanto, em junho de 2015, foi anunciado que Coppola deixou o filme devido a diferenças criativas.
Em outubro de 2014, Bill Murray anunciou no The Ellen DeGeneres Show que ele e Coppola estariam trabalhando num especial de Natal. Ele declarou que estavam em estágios iniciais de planejamento e nenhuma rede de contatos estava ainda envolvida naquele momento. Em maio de 2015, o primeiro trailer para A Very Murray Christmas foi lançado junto com a notícia de que o especial seria veiculado em dezembro daquele ano pelo Netflix.
Em 2017, Coppola dirigiu The Beguiled, estrelando Nicole Kidman, Elle Fanning e Kirsten Dunst, baseado no romance homônimo de Thomas P. Cullinan. O filme estreou no 70° Festival de Cannes, onde Coppola se tornou a segunda mulher a receber o prêmio de melhor direção na história do festival. 
O sétimo filme de Coppola, a comédia On the Rocks, marca sua segunda colaboração com o ator Bill Murray e foi lançado em outubro de 2020. O elenco do filme conta também com Rashida Jones e Marlon Wayans. Em 2022, foi anunciado que Sofia iria dirigir uma adaptação do livro bibliográfico Elvis and Me. O filme intitulado de Priscilla, contará a história de amor de Elvis Presley e sua ex-esposa Priscilla Presley, estrelado por Jacob Elordi e Cailee Spaeny.

### Vida pessoal
Tem duas filhas, Romy nascida no dia 28 de novembro de 2006, e Cosima, nascida em Junho de 2010, fruto de seu relacionamento com o músico Thomas Mars da banda Phoenix. Eles se conheceram quando ele concedeu uma de suas músicas para o filme Encontros e Desencontros (Lost in Translation), e se casaram em 2011.
Em 2009, o cantor estadunidense Sufjan Stevens compôs e produziu uma música à atriz/diretora chamada "Song for Sofia", ou "Sofia's Song".
Sofia foi casada com o diretor Spike Jonze entre 1999 e 2003.

## Filmografia

### Como diretora
- Priscilla (2023)
- On the Rocks (2020)
- The Beguiled (2017)
- A Very Murray Christmas (2015, filme para TV)
- The Bling Ring (2013)
- Somewhere (2010)
- Marie Antoinette (2006)
- Lost in Translation (2003)
- The Virgin Suicides (1999)
- Lick the Star (1998, curta-metragem)

### Como atriz
- Star Wars Episode I - The Phantom Menace (1999; A Ameaça Fantasma)
- The Godfather Part III (1990; O Padrinho III/O Poderoso Chefão III) - Mary Corleone
- Peggy Sue Got Married (1986; Peggy Sue casou-se/Peggy Sue: Seu Passado a Espera)
- Rumble Fish (1983; O Selvagem da Motocicleta)
- The Godfather (1972; O Padrinho/O Poderoso Chefão) - Michael Rizzi

## Premiações
Oscar
- Indicação na categoria de Melhor Filme, por Lost in Translation (2003).
- Indicação na categoria de Melhor Diretor, por Lost in Translation (2003).
- Venceu na categoria de Melhor Roteiro Original, por Lost in Translation (2003).

Globo de Ouro
- Indicação na categoria de Melhor Diretor, por Lost in Translation (2003).
- Venceu na categoria de Melhor Roteiro, por Lost in Translation (2003).

Leão de Ouro do Festival de Veneza
- Venceu na categoria Melhor Filme com Somewhere (2010)

BAFTA
- Indicação na categoria de Melhor Filme, por Lost in Translation (2003).
- Indicação na categoria de Melhor Diretor, por Lost in Translation (2003).
- Indicação na categoria de Melhor Roteiro Original, por Lost in Translation (2003).

Festival de Cannes
- Indicação a Palma de Ouro de Melhor Filme com "Maria Antonieta" (2005)
- Indicação a Melhor Filme na Seção paralela "Un Certain Regard" com "Bling Ring: A Gangue de Holywood" (2013)

Independent Spirit Award
- Venceu na categoria de Melhor Filme, por Lost in Translation (2003).
- Venceu na categoria de Melhor Diretor, por Lost in Translation (2003).
- Venceu na categoria de Melhor Roteiro, por Lost in Translation (2003).

MTV Movie Awards
- Venceu na categoria de Melhor Diretor Estreante, por As Virgens Suicidas (1999).

Framboesa de Ouro
- Venceu na categoria de Pior Atriz Coadjuvante, por O Poderoso Chefão III (1990).
- Venceu na categoria de Pior Revelação, por O Poderoso Chefão III (1990).
- Indicação na categoria de Pior Revelação da Década, por sua atuação em O Poderoso Chefão III" (1990).
- Indicação ao Framboesa de Ouro de Pior Atriz Coadjuvante da Década, por Star Wars: Episódio I - A Ameaça-Fantasma (1999).

Mostra São Paulo de Cinema
- Recebeu o Prêmio da Crítica por Lost in Translation (2003).